# یواس‌اس سالتانا (اس‌پی-۱۳۴)
یواس‌اس سالتانا (اس‌پی-۱۳۴) (به انگلیسی: USS Sultana (SP-134)) یک کشتی بود که طول آن ۱۸۶' بود. این کشتی در سال ۱۸۸۹ ساخته شد.